# Sim (oblast Tsjeljabinsk)
Sim is een plaats in de oblast Tsjeljabinsk in Rusland en is gelegen aan de rivier de Sim, 340 km ten westen van de hoofdstad Tsjeljabinsk. In 1759 werd de plaats gesticht als Simski Zavod (Симский Завод) een nederzetting bij een ijzermijn.
Het is de geboorteplaats van de bekende Russische natuurkundige Igor Koertsjatov.